# (2299) Hanko
(2299) Hanko ist ein Asteroid des Hauptgürtels, der am 25. September 1941 von dem finnischen Astronomen Yrjö Väisälä in Turku entdeckt wurde. 
Der Asteroid wurde nach der südfinnischen Stadt Hanko benannt.